# Servante (prestidigitation)
Pour les articles homonymes, voir Servante.
 (janvier 2023).
En prestidigitation la servante désigne une tablette ou une poche située derrière la table ou le guéridon utilisé par le prestidigitateur.
La servante est destinée à recevoir des objets dont il veut se saisir ou se débarrasser à l'insu des spectateurs.
Robert-Houdin mentionne l'usage de la servante dans son ouvrage Les Secrets de la prestidigitation et de la magie (1868, réédité par Omnibus en 2006).